# Viaggio intorno al sole
Viaggio intorno al sole è un singolo del cantautore italiano Tommaso Paradiso, pubblicato il 24 marzo 2023 come primo estratto dall'album in studio Sensazione stupenda.

## Descrizione
Il brano, prodotto da Matteo Cantaluppi, è stato descritto in un'intervista a RTL 102.5 come una dichiarazione d'amore da parte di Paradiso:

## Video musicale
Il video, diretto dai YouNuts!, è stato reso disponibile in concomitanza del lancio del singolo attraverso il canale YouTube del cantante.

## Tracce
Testi di Tommaso Paradiso, musiche di Matteo Cantaluppi.
1. Viaggio intorno al sole – 3:17

## Classifiche
| Classifica (2023) | Posizione massima |
| ----------------- | ----------------- |
| Italia            | 95                |